# Orthodoxe Synagoge (Debrecen)

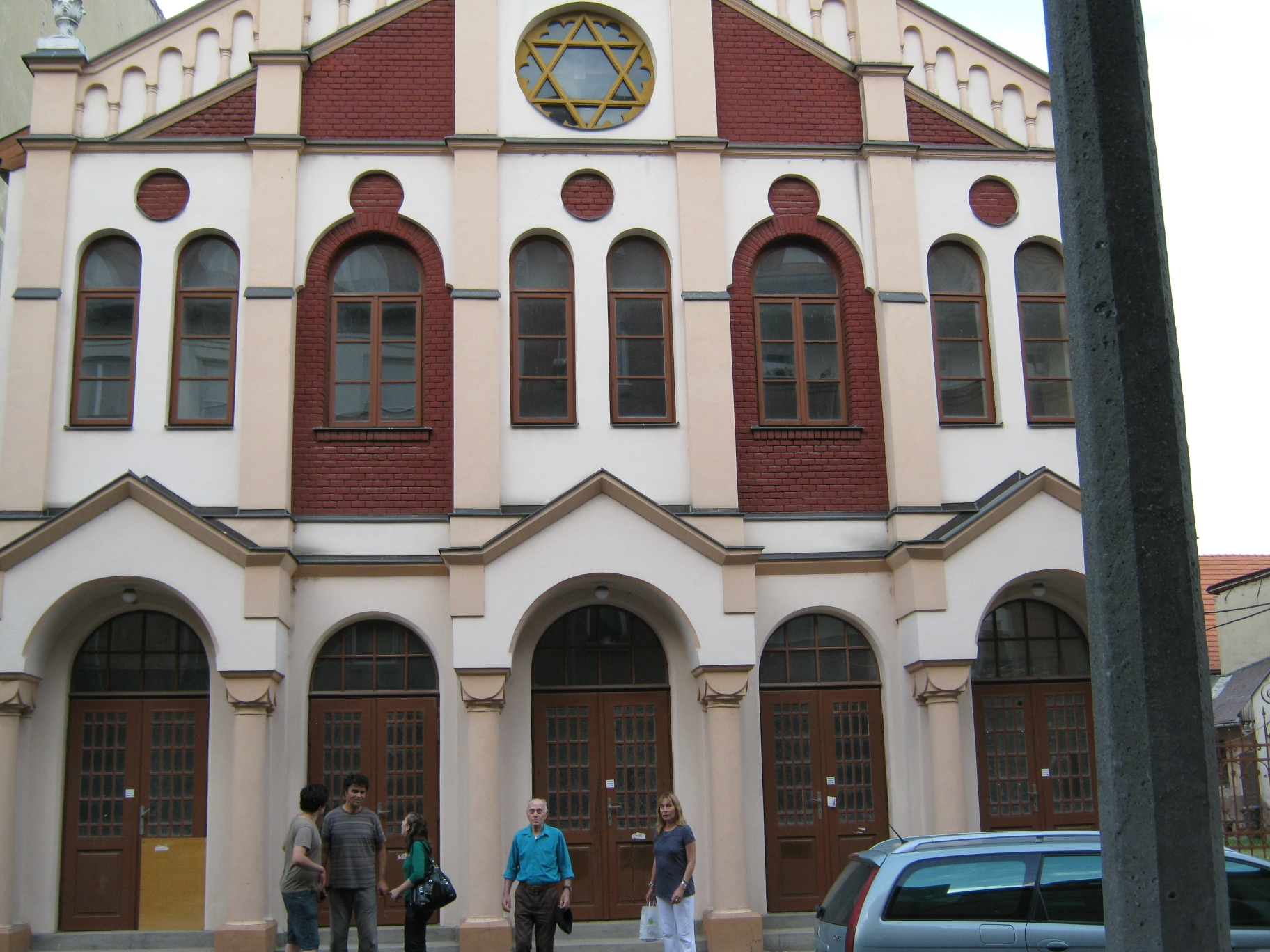
Orthodoxe Synagoge in Debrecen

Die Orthodoxe Synagoge in Debrecen, einer Stadt im Osten Ungarns, wurde 1894 errichtet. Die Synagoge in der Pásti-Straße 4 ist ein geschütztes Kulturdenkmal. Sie wurde nach Plänen des Architekten Jakob Gartner erbaut.